# Crotyl alcohol
Alcohol crotílico, o alcohol crotonílico, con fórmula química C4H8O es un alcohol insaturado. Es un líquido incoloro que es moderadamente soluble en agua y miscible con la mayoría de los disolventes orgánicos. Existen dos isómeros de este alcohol, cis y trans.
Se puede sintetizar por la hidrogenación de crotonaldehído. El compuesto es de poco interés comercial.